# Микрокомпютър
Микрокомпютър е малък, сравнително евтин компютър, в който ролята на процесор (CPU) се изпълнява от микропроцесор. Той включва микропроцесор, памет и входно-изходни устройства. Появата на микрокомпютрите през 70-те и 80-те е свързана с напредъка на технологиите в микроелектрониката и предлагането на все по-мощни микропроцесори. Предшествениците на тези компютри са мейнфрейм компютрите и миникомпютрите, които са доста по-големи и скъпи (макар че без съмнение днешните големи машини като IBM System z използват един или няколко микропроцесора за CPU). Когато микрокомпютърът е оборудван с клавиатура и монитор той става персонален компютър (като генерично названия). Ако един микрокомпютър работи във вградена система за контрол, той може и да няма входно-изходни устройства, подходящи за човешка комуникация